# Walter White Jr.
Walter Hartwell White Jr. (también conocido como Flynn o Walter Jr.) es un personaje ficticio de la serie de drama criminal Breaking Bad. Creado por Vince Gilligan e interpretado por RJ Mitte, Walt Jr. es el hijo del protagonista Walter White y su esposa Skyler. Tiene parálisis cerebral, que se manifiesta en dificultades del habla y alteración del control motor, para lo cual usa muletas. Su hermana menor es Holly White y a lo largo de la serie, se mantiene sin conocimiento sobre las actividades de su padre.

## Biografía del personaje

### Temporada 1
Walter Hartwell White Jr. es el hijo adolescente del profesor de química Walter White Sr. y la escritora Skyler White, y tiene parálisis cerebral. Cuando Skyler empieza a sospechar de algunas actitudes de Walter, este le dice estaba comprando marihuana. Más tarde, le dice a su hermana Marie Schrader que está trabajando en una nueva historia corta con un personaje fumeta y le pregunta sobre la marihuana. Marie asume que Skyler cree que Walter Jr. está fumando marihuana, pero Skyler insiste en que solo estaba hablando de su historia. Marie le pide a su esposo Hank, un agente de la DEA, que asuste a Walter Jr. directamente. Hank lleva a Walter Jr. a un motel para mostrar cómo la metanfetamina ha corroído los dientes de una prostituta. Después de que Walter les revela a Hank, Marie y Walter Jr. que tiene cáncer, un hecho que ya compartió con Skyler antes, Jr. lo reprende por actuar de manera extraña e indiferente sobre el mismo. También se molesta por la decisión de su padre de no elegir la quimioterapia. Durante el fin de semana, Jr. y dos amigos esperan afuera de una tienda de conveniencia, esperando que alguien les compre cerveza. Los amigos huyen cuando Jr. se acerca a un policía fuera de servicio. El policía le dice que recibió su "primera y última advertencia". En una intervención realizada por Skyler para Walt, Hank, Jr. y Marie discuten sobre qué hacer. Si bien Skyler y Jr. quieren que él tome el tratamiento, Marie, y luego Hank, sienten que a Walt se le debe dar la opción de rechazar el tratamiento si así lo desea; Walt termina la intervención diciendo que no hará el tratamiento.

### Temporada 2
Jr. y Skyler se perturban cuando Walt prepara alegremente el desayuno a pesar de su condición. Con la esperanza de volver a conectarse con su hijo, Walt se ofrece a darle a Jr. una lección de manejo mientras Skyler está fuera. Jr. muestra su habilidad para conducir, pero Walt se da cuenta de que está usando ambos pies para accionar los pedales. Cuando Walt intenta que solo use el pie derecho, Jr. se molesta y accidentalmente golpea un cono de seguridad. Por esta época, Jr. adopta un nuevo alias: "Flynn". Jr. luego crea un sitio web para que las personas puedan donar a la cirugía de cáncer de su padre, sin saber que Walt vive una doble vida como el capo de la metanfetamina Heisenberg y tiene suficiente dinero que no quiere revelar a su familia. El abogado de Walt, Saul Goodman, organiza una ola de "donaciones" ficticias extraídas del dinero de las drogas de Walt, para lavarlo y también hacer que los esfuerzos de Jr. parezcan exitosos. El sitio web de Jr. gana la atención de los medios debido a su aparente éxito, pero Walt se siente incómodo por ser el centro de atención.

### Temporada 3
Walter Jr., descubre para su sorpresa que sus padres han decidido divorciarse; sin que ninguno de ellos le dé ninguna explicación, asume que Skyler inexplicablemente ha echado a su padre enfermo terminal de la casa y se pone de su lado. Más tarde, experimenta graves dificultades para comprender por qué su madre (que ya conoce la doble vida de Walt) se niega a dejar que su padre vuelva a entrar y, finalmente, le grita durante la cena. Jr. va a visitar a su padre y tiene la intención de vivir con él, pero Walt tampoco le dice la verdad y finalmente llama a Skyler para devolverlo. Walt lleva a su hijo a casa, donde intenta apaciguar a Skyler con pizza, sin éxito. Después de que Walt regresa a la casa y le dice a Skyler que no tiene intención de irse, Jr. está encantado de que su padre haya regresado, mientras que el intento de Skyler de expulsar a Walt falla.

### Temporada 4
Walt Jr. logra creer la historia de que su padre es adicto al juego para pagar las facturas médicas de Hank y comprar un lavado de autos (sin saber que allí se lavara el dinero de las drogas); tiempo después le habla a su padre y le pregunta si Skyler ya fijó la fecha para que se mudara nuevamente, poniéndose nervioso. Walt le dice a su hijo que no volverá a casa y le compra un nuevo y llamativo auto Dodge Challenger, pero cuando Skyler regresa, le exige a Walt que se lo devuelva, para que no se descubra ni pregunte cómo lo compró. En lugar de devolver el auto de Jr., Walt lo lleva a dar un paseo, lo choca y lo explota. En el cumpleaños de Jr., Walt nunca llega para ayudar a Skyler a presentar su regalo de cumpleaños, un Chrysler PT Cruiser que no le entusiasma. Preocupado por su padre, Jr. lo visita, solo para encontrarlo ensangrentado y con analgésicos y alcohol. Al ocultar su pelea con Jesse Pinkman (su socio en el negocio), Walt culpa al juego; se disculpa entre lágrimas, pero luego accidentalmente llama a Jr. "Jesse" antes de quedarse dormido. A la mañana siguiente, Walt encuentra a Jr. en su sofá y se disculpa por su estado de drogadicción, diciendo que no quiere ser recordado de esa manera después de que se haya ido. Sin embargo, Jr. parece estar más satisfecho con la aparente veracidad de su padre que con su doble vida durante el último año. Gus Fring, para quien trabaja Walt pero que llevan un importante conflicto, lo lleva al desierto y lo despide, informándole que matarán a Hank y que toda su familia, incluido Jr., será asesinada si interfiere. Skyler, Jr. y su hermana Holly están bajo la protección de la DEA en la casa de Hank y Marie. Jr. luego ve un informe de noticias sobre la muerte de Fring, sin saber que su padre lo causó.

### Temporada 5
Después de que Skyler, Jr. y Holly regresan a casa, Jr. explica que las actividades ilícitas de Fring son objeto de un frenesí mediático y que la DEA cree que el peligro contra Hank y Marie ha disminuido. Walt y Jr. recuperan el Pontiac Aztek de Walt de un taller de reparación de automóviles. Walt vende impulsivamente el Aztek al mecánico por $50, arrienda un Chrysler 300 nuevo para él y luego arrienda un Dodge Challenger nuevo para Jr. Jr. permanece ajeno a las actividades criminales de su padre hasta que, meses después, Marie (quien ya sabe, junto con Hank, y confía en que Walt está bajo su custodia) obliga a Skyler a revelarle toda la verdad a su hijo. Al enterarse de la conexión de su padre con la muerte de Hank, Jr. concluye erróneamente que él mató a su tío. Sintiéndose traicionado, Jr. llama al 9-1-1 cuando Walt se defiende del ataque con cuchillo de Skyler, lo que obliga a Walt a irse y, finalmente, terminar en la lista de los más buscados. Desilusionado por las actividades delictivas de su padre, Jr. adopta el alias de "Flynn" de forma permanente. Meses después, Walt se entera de que Skyler y Flynn han dejado su casa por un pequeño apartamento. Telefonea a Flynn y le dice que va a enviar dinero a su amigo, Louis, quien debería dárselo a Flynn, quien debería dárselo a Skyler. Sin embargo, Flynn enfurecido se niega, le dice a su padre que se dé prisa y muera, y luego cuelga. Walt obliga a Gretchen y Elliott Schwartz a depositar los 9,72 millones de dólares restantes en un fideicomiso para Flynn. Al día siguiente, después de visitar a Skyler por última vez, antes de irse, Walt observa solemnemente desde lejos cómo Flynn llega a casa de la escuela, aceptando el hecho de que no quiere tener nada más que ver con él.

## Concepto y creación
Walt Jr. es interpretado por RJ Mitte y es hijo del protagonista Walter White y su esposa Skyler. Cuando se le preguntó por qué gran parte del tiempo de pantalla del personaje se muestra en escenas de desayuno, el creador Vince Gilligan comentó que su "amor por el desayuno parece no tener límites". El alias Flynn de Walt Jr. se derivó del actor Errol Flynn. Mitte dijo que el personaje se parece mucho a su yo real, ya que tienen aproximadamente la misma edad, tienen el mismo tipo de actitud y "en su mayoría les gusta que los traten de la misma manera". Al igual que el personaje, Mitte también tiene parálisis cerebral, pero una variación más leve, y no usa muletas. Dijo que tuvo que retroceder de su terapia para interpretar al personaje, quedarse despierto hasta altas horas de la noche para arrastrar las palabras y aprender a caminar con muletas para que su forma de caminar no pareciera falsa. Se inspiró en personas con parálisis cerebral que conocía del Hospital Shriners, Shreveport, y nombró al personaje ficticio Forrest Gump como su "representación". El sitio web que Walt Jr. crea para recolectar donaciones para el tratamiento del cáncer de su padre también existe como un sitio web real y, a partir de 2013, las donaciones realizadas a este sitio web se dirigieron a la Coalición Nacional del Cáncer. Gilligan tenía planes para matar a Walt Jr. al principio de la serie, al igual que Jesse Pinkman. Mitte incluso dijo que él mismo quería que el personaje fuera "golpeado y golpeado hasta la muerte". Al concebir la historia de El Camino: una película de Breaking Bad, Gilligan consideró incluir a Walt Jr., sintiendo que su inclusión habría sido genial, pero finalmente desistió de la idea debido a sus sentimientos de que la película debía centrarse solo en los personajes más importantes en la vida de Jesse, algo que Walt Jr. no era.

## Recepción
En los Media Access Awards de 2013, Mitte recibió el premio SAG-AFTRA Harold Russell por su interpretación de Walter Jr. en la serie.

## Otras apariciones
Mitte expresó a Walt Jr. en un episodio de Robot Chicken titulado "Food", donde rapea cómicamente sobre el supuesto amor por el desayuno de su personaje.